# Новохристофорівка
Новохристофо́рівка — село в Україні, у Вільнозапорізькій сільській громаді Баштанського району Миколаївської області. Населення становить 570 осіб. 
До 2018 року орган місцевого самоврядування — Новохристофорівська сільська рада.
Розташоване за 30 км на південний схід від міста Новий Буг і за 16 км від залізничної станції Новополтавка.

## Історія
Село засноване в 1869 р. 
Під час Німецько-радянської війни воювали 143 жителі Новохристофорівки, 78 з них загинули, 51 — нагороджений орденами і медалями. У 1963 р. в селі на братській могилі полеглих радянських солдатів споруджений пам'ятник.
У Новохристофоровці за часів УРСР працював колгосп «Перемога». 64 передовики сільськогосподарського виробництва удостоєні урядових нагород, у т.ч. ордени Леніна — комбайнер А. Г. Глиняний, ордени Жовтневої Революції — комбайнер П. Д. Гребенюк, ордени Трудового Червоного Прапора — комбайнер В. Н. немитий і механік В. А. Панський, свинарка Н. Т. Батрак, телятник А. К. Курінь.

## Населення

### Мова
Розподіл населення за рідною мовою за даними перепису 2001 року:
| Мова            | Відсоток |
| --------------- | -------- |
| українська      | 96,28%   |
| російська       | 2,26%    |
| румунська       | 1,29%    |
| інші/не вказали | 0,17%    |

## Економіка
У селі обробляється 4134 га сільськогосподарських угідь, у т.ч. 3735 га орної землі. Пасовища займають 400 га, під садами і виноградниками — 40 га, зарибнене 20 га ставків. Господарство — зернового і м'ясо-молочного напрямів з розвиненим свинарством. Є ремонтно-механічні майстерні, працює свинокомплекс на 10 тис. голів.

## Освіта і культура
У Новохристофоровці є одинадцятирічна школа (188 учнів і 15 учителів), будинок культури із залом на 300 місць, бібліотека з книжковим фондом 10,8 тис. примірників, медпункт, дитячий сад на 50 місць. До послуг мешканців — чотири магазини, комплексний приймальний пункт райпобутоб'єднання, відділення Укрпошти, Ощадбанку України.